# Гмайниця
Гмайниця (словен. Gmajnica) — поселення в общині Коменда, Осреднєсловенський регіон, Словенія. Висота над рівнем моря: 343 м.